# 紙飛機 (可苦可樂單曲)
《紙飛機》（紙飛行機）是可苦可樂的第22張CD單曲。於2012年11月28日由Warner Music Japan發售。

## 簡介
恢復活動後第一首單曲。前作《讓太陽永遠照耀著這個世界。》之後約1年半發行。因為是廉價版CD單曲（日國含稅價555日圓），不設有B面曲。
這首歌在第63回NHK紅白歌合戰中被演唱。

## 收錄曲
作詞・作曲：小淵健太郎　編曲：可苦可乐
1. 紙飛機（紙飛行機）
富士電視台電視連續劇・結婚不結婚主题曲[2]
2. 紙飛機（紙飛行機） （Instrumental）

## 外部連結
- 紙飛機 （页面存档备份，存于）